# Mobaye
Mobaye – miasto w Republice Środkowoafrykańskiej nad rzeką Ubangi, ośrodek administracyjny prefektury Basse-Kotto. Według danych szacunkowych na rok 2008 liczyło 19 673 mieszkańców. Pod koniec lat 90. XX w. zbudowano w mieście tamę na rzece Ubangi. Znajduje się tu także most, łączący kraj z Demokratyczną Republiką Konga.